# Rue de l'État-Tiers
La rue de l'État-Tiers est une rue de la ville belge de Liège faisant partie du quartier administratif des Guillemins.

## Odonymie
La rue rend hommage à l'État tiers qui représentait la bourgeoisie du temps de la principauté de Liège. Il était composé des bourgmestres des Bonnes Villes et « n'a pris quelque consistance que vers 1250, lorsque, sous Henri de Gueldre et sans opposition de la part de ce prince, les Liégeois, se lassant du joug pénibles des Échevins, se donnèrent des magistrats ».

## Description et localisation
Cette courte artère pavée, plate et rectiligne relie la rue de Fragnée à la place des Franchises. Large d'environ 10 m et longue de 125 m, elle applique un sens unique de circulation automobile dans le sens Franchises-Fragnée. La rue compte une quarantaine d'immeubles d'habitation dont quelques commerces.

## Architecture
La plupart des immeubles de la rue ont été construits pendant le dernier tiers du XIXe siècle et le début du XXe siècle donnant à cette artère une certaine harmonie des façades (surtout du côté pair). Parmi ceux-ci, une suite de six immeubles  situés du no 12 au no 22 a été érigée en 1900 par M. Jolet (pour les nos 16 à 22) et possède des bandeaux en briques saillantes à hauteur des linteaux des baies des rez-de-chaussée et des premiers étages.

## Voiries adjacentes
- Rue de Fragnée
- Place des Franchises